# Stop (Sibel Redzep-låt)
Stop! är en sång skriven av Mikaela Stenström och Dimitri Stassos, och framförd av Sibel Redzep under Melodifestivalen 2010. Den medverkade i deltävlingen i Malmö Arena, men gick inte vidare. Den släpptes också som singel samma år, och nådde som högst en 27:e-plats på den svenska singellistan.

## Listplaceringar
| Lista (2010) | Topplacering |
| ------------ | ------------ |
| Sverige      | 27           |

### Fotnoter
1. ↑  ”Stop”. Svensk mediedatabas. 2 mars 2010. http://smdb.kb.se/catalog/id/002625536. Läst 16 november 2014.
2. ↑  ”Stop”. Swedishcharts. 2 mars 2010. http://www.swedishcharts.com/showitem.asp?interpret=Sibel&titel=Stop&cat=s. Läst 16 november 2014.